# Выборы в Европейский парламент в Бельгии (2024)
Выборы в Европейский парламент в Бельгии прошли 9 июня 2024 года в рамках общеевропейских выборов одновременно с парламентскими и местными выборами. В Европарламент входило 720 депутатов от 27 государств — членов Европейского союза. На выборах был избран 21 депутат Европарламента девятого созыва от Бельгии. Выборы проводились в трёх избирательных округах Бельгии (голландскоязычная избирательная коллегия (13 депутатов), франкоязычная избирательная коллегия (8 депутатов) и немецкоязычная избирательная коллегия (1 депутат)). Выборы стали десятыми в Европейский парламент, проведённые в Бельгии, и первыми после выхода Великобритании из Европейского союза.

## Избирательная система
По сравнению с прошлыми выборами Бельгия получила право на назначение на одного депутата Европарламента больше в 2023 году после предвыборной оценки состава парламента на основе последних данных о численности населения. Каждый избирательный округ избирал своих членов по системе полуоткрытого пропорционального представительства с распределением мест по методу Д’Ондта и без избирательного порога. 22 бельгийских места делились между тремя избирательными округами следующим образом:
- голландскоязычная избирательная коллегия — 13 депутатов
- франкоязычная избирательная коллегия — 8 депутатов
- немецкоязычная избирательная коллегия — 1 депутат.

Как бельгийцы, так и другие граждане ЕС, проживающие в стране, имели право голосовать на европейских выборах в Бельгии. Для граждан Бельгии регистрация не требовалась, в то время как другие граждане ЕС, проживающие в Бельгии, должны были зарегистрироваться в муниципалитете по месту своего проживания не позднее 31 марта 2024 года. Граждане Бельгии, проживавшие за рубежом, должны были зарегистрироваться до 29 февраля 2024 года, чтобы иметь возможность голосовать из страны, в которой они проживали. Это стали первые выборы в Бельгии, на которых люди с 16 лет имели право голоса. Люди в возрасте 16 лет и старше были обязаны голосовать. Список избирателей был закрыт 1 апреля 2024 года.
Для участия в выборах предлагаемые списки кандидатов должны были быть подписаны не менее чем пятью членами Федерального парламента (Палаты представителей или Сената) или должны были собрать поддерживающие подписи. Для последнего варианта требовалось по 5 тысяч подписей для голландской и франкоязычной коллегии выборщиков и 200 — для немецкой коллегии выборщиков.

## Результаты
| Распределение мест по партиям         |                                                      |           |         |       |
| Франкоязычный избирательный округ     |                                                      |           |         |       |
| Партия                                | Партия                                               | Голоса    | Голоса  | Места |
| Партия                                | Партия                                               | Число     | %       | Число |
|                                       | Реформаторское движение                              | 900 413   | 34,88   | 3     |
|                                       | Социалистическая партия                              | 529 697   | 20,52   | 2     |
|                                       | Партия труда Бельгии                                 | 397 055   | 15,38   | 1     |
|                                       | Преданные                                            | 368 668   | 14,28   | 1     |
|                                       | Эколо                                                | 259 745   | 10,06   | 1     |
|                                       | Независимые демократические федералисты              | 75 243    | 2,91    | 0     |
|                                       | Антикапиталистические левые                          | 50 758    | 1,97    | 0     |
|                                       | Всего                                                | 2 581 579 | 100,00  | 8     |
| Голландскоязычный избирательный округ |                                                      |           |         |       |
|                                       | Фламандский интерес                                  | 1 034 112 | 22,94   | 3     |
|                                       | Новый фламандский альянс                             | 995 868   | 22,09   | 3     |
|                                       | Христианские демократы и фламандцы                   | 594 968   | 13,20   | 2     |
|                                       | Социалистическая партия по-другому                   | 570 067   | 12,64   | 2     |
|                                       | Зелёные!                                             | 450 781   | 10,00   | 1     |
|                                       | Открытые фламандские либералы и демократы            | 410 743   | 9,11    | 1     |
|                                       | Партия труда Бельгии                                 | 366 285   | 8,12    | 1     |
|                                       | За тебя                                              | 47 243    | 1,05    | 0     |
|                                       | Вольт Бельгия                                        | 38 713    | 0,86    | 0     |
|                                       | Всего                                                | 4 508 780 | 100,00  | 13    |
| Немецкоязычный избирательный округ    |                                                      |           |         |       |
|                                       | Христианско-социальная партия                        | 15 169    | 34,93   | 1     |
|                                       | Про-германоязычное сообщество                        | 7 134     | 16,43   | 0     |
|                                       | Партия за свободу и прогресс-Реформаторское движение | 5 891     | 13,57   | 0     |
|                                       | Вивант                                               | 5 281     | 12,16   | 0     |
|                                       | Социалистическая партия                              | 5 131     | 11,82   | 0     |
|                                       | Эколо                                                | 4 819     | 11,10   | 0     |
|                                       | Всего                                                | 43 425    | 100,00  | 1     |
|                                       | Действительные бюллетени                             | 7 133 784 | 93,87   |       |
|                                       | Недействительные/Пустые бюллетени                    | 465 974   | 6,13    |       |
|                                       | Всего голосов                                        | 7 599 758 | 100,00  | 22    |
|                                       | Зарегистрированных избирателей/Явка                  | 8 537 902 | 89,01 % |       |
| Источники:                            |                                                      |           |         |       |